# Jatianom
Jatianom is een bestuurslaag in het regentschap Cirebon van de provincie West-Java, Indonesië. Jatianom telt 4345 inwoners (volkstelling 2010).